# Шенрок, Владимир Иванович
Влади́мир Ива́нович Ше́нрок (1853, Рязань — 31 января 1910) — русский писатель, историк литературы, знаток творчества Н. В. Гоголя.

## Биография
Родился в Рязани, в семье уроженца Прибалтийского края, окончившего медицинский факультет Московского университета и жившего сначала в Москве, затем в Рязани. Учился в Рязанской гимназии. В 1875 году окончил историко-филологический факультет Императорского Санкт-Петербургского университета. В 1875—1877 годах преподавал в тульской гимназии, затем перешёл в 3-ю Московскую гимназию, в которой проработал до 1902 года. Оставив преподавание в гимназии, перешёл на должность помощника инспектора в Московский университет.
Почти вся литературная и ученая деятельность Шенрока была посвящена изучению Гоголя, творчеством которого он занимался с начала восьмидесятых годов XIX века. В многочисленных журнальных статьях и отдельных книгах Шенрок описывал различные периоды жизни Гоголя. Все свои работы о Гоголе объединил в монументальных «Материалах для биографии Гоголя» (4 тома. — Москва, 1892—1898).
После смерти Н. С. Тихонравова, Шенрок продолжал начатое им издание сочинений Гоголя и под его редакцией вышли VI и VII тома издания. В 1901 году выпустил «Собрание писем Гоголя» в 4-х томах. Шенроком были также написаны биографии П. А. Кулиша, Н. С. Тихонравова, Н. М. Языкова, Н. Д. Фонвизиной, Н. Я. Грота и других. Им также опубликованы несколько статей по истории русского театра.
Похоронен на Даниловском кладбище; могила утрачена.